# Mor Karbasi
Mor Karbasi (ur. 23 kwietnia 1986 w Jerozolimie) – piosenkarka nurtu world music. Mieszka w Sewilli po pięciu latach spędzonych w Londynie.
Matka Mor Karbasi pochodzi z Maroka. Pieśniarka zaczynała swoją karierę od flamenco, które zarzuciła na rzecz śpiewu pieśni w języku ladino – języku Żydów wygnanych z Hiszpanii. Śpiewa również po hiszpańsku, hebrajsku, angielsku. Wykonuje również utwory muzyki arabskiej i perskiej. W 2008 roku artystka wystąpiła na ponad 40 koncertach w Wielkiej Brytanii, USA, Francji, Hiszpanii i we Włoszech. 
W Polsce wystąpiła w Szczecinie 23.01.2010 r., a 24.01.2010 w Gdańsku uświetniając początek obchodów czterechsetnej rocznicy urodzin Jana Heveliusa.

## Dyskografia
- 2008: The Beauty And The Sea
- 2011: Daughter of the Spring

Wcześniejsze płyty Broken Wings oraz Rosa to wydane samodzielnie płyty demonstracyjne niedostępne w sprzedaży.